# Tommie Hill
Tommie Hill (Englewood, 28 novembre 1985) è un giocatore di football americano statunitense che gioca con gli Oakland Raiders.

## Carriera universitaria
Ha giocato con i Colorado State Rams football squadra rappresentativa dell'università Statale del Colorado.

## Nella NFL

### Con i New York Giants
Al draft NFL 2009 non è stato scelto, ma poi è stato preso dai rookie non selezionati dai New York Giants. Il 4 settembre 2009 è stato svincolato.

### Esperienza nella Canadian Football League
Il 21 settembre 2010 ha firmato con la squadra di allenamento dei BC Lions.

### Con gli Oakland Raiders
Il 4 gennaio 2011 ha firmato un contratto con i Raiders.

## Vittorie e premi
Nessuno.

## Statistiche
| Partite totali             | -- |
| Partite totali da titolare | -- |
| Tackle totali              | -- |
| Intercetti fatti           | -- |
| Fumble forzati             | -- |
| Fumble recuperati          | -- |